# Jairo Azi
Jairo Azi (Lamarão, 26 de maio de 1933 – Salvador, 12 de novembro de 2000) foi um médico e político brasileiro. Filiado ao PFL, foi vereador de Alagoinhas, deputado estadual da Bahia e deputado federal pelo referido estado. É pai do também político Paulo Azi.

## Carreira política
Começou a carreira política em 1960 ao ser eleito vereador de Alagoinhas pelo PR.
Nas eleições de 1966, foi eleito deputado estadual, sendo reeleito em 1970, 1974 e 1978. 
Foi eleito deputado federal em 1982, sendo reeleito em 1986, 1990, 1994 e 1998. Absteve-se de votar no impeachment de Fernando Collor em 1992. 
Em seu último mandato como deputado federal, faleceu em Salvador no dia 12 de novembro de 2000.